# Karl Frießner
Karl Eduard Frießner (* 24. Februar 1859 in Chemnitz als Carl Eduard Frießner; † 12. Februar 1941 in Dresden) war ein deutscher Ingenieur und Geheimer Baurat, der insbesondere den Auf- und Ausbau des Eisenbahnwesens in Sachsen förderte.

## Leben und Wirken
Er war der Sohn des Königlich Sächsischen Gewerbeinspektors und späteren Maschinenfabrikanten Karl Eduard Frießner und dessen Ehefrau Marie Rosalie Frießner geborene März. Nach dem Schulbesuch in Chemnitz studierte er an der Technischen Hochschule Dresden. Seit 1877 gehörte er der Burschenschaft Cheruscia Dresden an. Im Anschluss an das Studium war er einige Zeit an einer privaten Lokomotivfabrik tätig. Neigung und Begabung führten ihn bald in den Eisenbahndienst. Nachdem er sich auf eigenen Wunsch nahezu ein Jahr lang als Lokomotivführerlehrling in den praktischen Fahrdienst eingelebt hatte, wurde er 1886 zum Maschineningenieurassistenten und 1890 zum Maschineningenieur ernannt. Seit 1888 führte er das Dienstprädikat Regierungsbaumeister und stieg 1898 zum Baurat auf. 1907 erfolgte seine Berufung in die Generaldirektion der Sächsischen Staatseisenbahnen, wo er 1908 zum Oberbaurat und 1919 Geheimen Baurat ernannt wurde, bevor er 1929 in den Ruhestand trat. 
Während seiner gesamten Dienstzeit erwarb er sich im Werkstättenwesen und im Wagenbau zahlreiche Verdienste. Seine Fachkenntnisse und sein Urteil wurden auch außerhalb der sächsischen Eisenbahnverwaltung geschätzt, zumal er viele Jahre Mitglied des Wagenbau-Ausschusses des Vereins Deutscher Eisenbahnverwaltungen war. Dieser Verein umfasste zum damaligen Zeitpunkt fast alle Eisenbahnnetze Mitteleuropas und Frießner nahm mit seinen Anregungen fördernd an der technischen Weiterentwicklung des Eisenbahnwesens, so beispielsweise am Anstrich und an der Beschriftung des Wagenverbandes, teil.
Frießner war u. a. Mitglied des Vereines Deutscher Ingenieure und des Architektenvereins.
Er war seit 1890 verheiratet mit der Kaufmannstochter Emilie Clara Ottilie Meta Frießner geborene Lehmstedt aus Magdeburg und starb wenige Tage vor seinem 82. Geburtstag.